# الدوري الجنوبي لكرة القدم 1901–02
الدوري الجنوبي لكرة القدم 1901–02 (بالإنجليزية: 1901–02 Southern Football League)‏ هو موسم من الدوري الجنوبي الممتاز. فاز فيه نادي بورتسموث.